# Ernest Eldridge
Ernest Arthur Douglas Eldridge (ur. 18 lipca 1897 roku w Londynie, zm. 27 października 1935 roku w Londynie) – brytyjski kierowca wyścigowy.

## Kariera
Eldridge rozpoczął karierę wyścigową w lecie 1921 roku od startu w wyścigu na torze Brooklands korzystając z samochodu Isotta Fraschini, w którym jako drugi osiągnął prędkość 75 mil. Rok później wystartował w skonstruowanym przez siebie Maybachu z 20-litrowym silnikiem Isotta Fraschini o mocy 240 KM. Wygrał w nim wyścig na 101 mil/h (163 km/h). Jednak sukces ten nie był dla niego zadowalający i wystawił konstrukcję na sprzedaż.
Po kilku sukcesach w 10-litrowym samochodzie konstrukcji FIATa, Eldridge zakupił samochód Mephistofeles, w którym rozpoczął próby bicia rekordu prędkości na lądzie. W październiku 1923 roku ustanowił rekord prędkości w jeździe na dystansie 0,5 mili ze startu zatrzymanego. Odległość tę pokonał w 23,17 sekundy, osiągając maksymalną prędkość 77,68 mil/h. 12 lipca 1924 roku w Arpajon, nieopodal Paryża Eldridge ustanowił prędkość 146,01 mil/h (234,98 km/h). Był to ostatni rekord świata ustanowiony na drodze publicznej. W październiku tego samego roku odniósł zwycięstwo w wyścigu Champions Match na torze Autodrome de Linas-Montlhéry.
W 1925 roku Brytyjczyk postanowił sprzedać model Mephistofeles i poświęcić się startom w wyścigach Grand Prix, korzystając z samochodów własnej konstrukcji opartych na samochodach Amilcar. W sezonie 1926 wystartował w dwóch wyścigach zaliczanych do klasyfikacji mistrzostw AAA Championship Car, w tym w wyścigu Indianapolis 500. W wyścigu tym nie zdołał jednak dojechać do mety. W grudniu, podczas kolejnej próby bicia rekordu, pękła przednia oś jego samochodu, w wyniku czego samochód dachował. Eldridge doznał ciężkich obrażeń głowy i stracił oko. 
W późniejszych latach Brytyjczyk zajmował się głównie budową i rozwojem samochodów, w których podejmowano próby bicia rekordów. Sam startował w wybranych wyścigach samochodowych.